# Baroeg Open Air

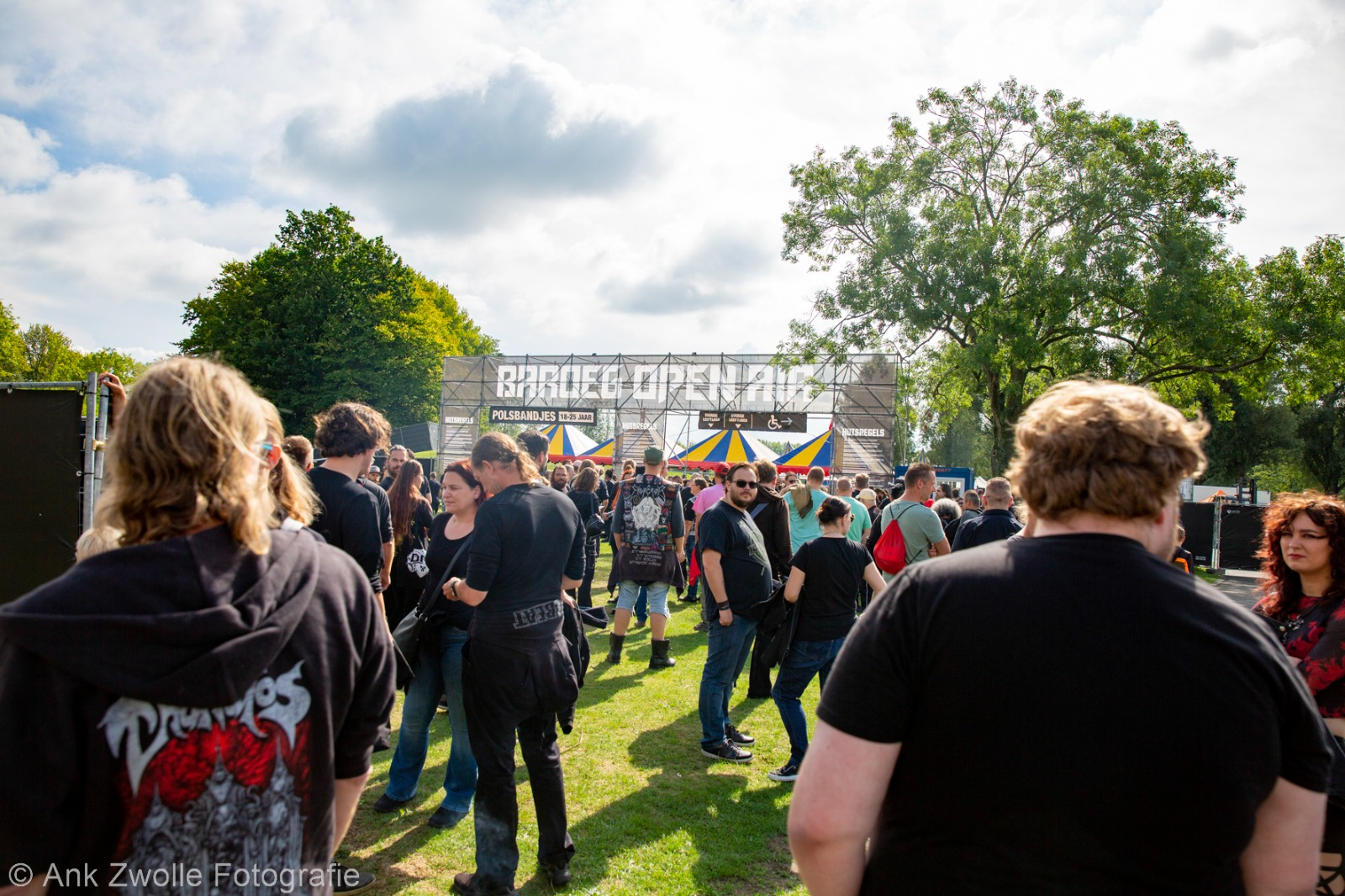
Baroeg Open Air ingang

Baroeg Open Air (BOA) is een jaarlijks eendaags openluchtfestival in Rotterdam dat wordt georganiseerd door poppodium Baroeg. Het festival kenmerkt zich door de brede, underground programmering en ontspannen sfeer. Op de Main Stage in de eerste tent staan de grote namen in de harde of alternatieve gitaarmuziek, bijvoorbeeld punk, metal of rock. In de tweede tent biedt de Talent Stage ’s middags plaats aan drie jonge en talentvolle bands. Na deze drie bands op de Talent Stage wordt het podium omgebouwd naar de Electronic Stage. Daar is plaats voor underground elektronische muziek zoals drum ’n bass, industrial of breakcore.

## Ontstaan
In het kader van 25 jaar Baroeg wilde de bestuursvoorzitter/coördinator Chris Spaanenburg een buitenfestival op poten te zetten. De eerste editie van Baroeg Open Air (BOA) vond plaats op zaterdag 2 september 2006 in het Spinozapark. Vanaf 2010 tot en met nu wordt het festival in het Zuiderpark in Rotterdam gehouden, sindsdien wordt BOA elke zomer herhaald. Ook in 2011, het dertigjarig bestaan, is het festival georganiseerd; in samenwerking met het SKVR is een educatief talentprogramma georganiseerd onder de naam "Rock Central". Sinds 2019 is het festival niet langer gratis. Naast veel muziek is er ook een festivalmarkt aanwezig, waar onder andere kleding, bandmerchandising en eten verkocht wordt. Als eerste Rotterdamse festival heeft Baroeg Open Air in 2013 gebruik gemaakt van statiegeldbekers, waardoor er een stuk minder afval ontstaat.

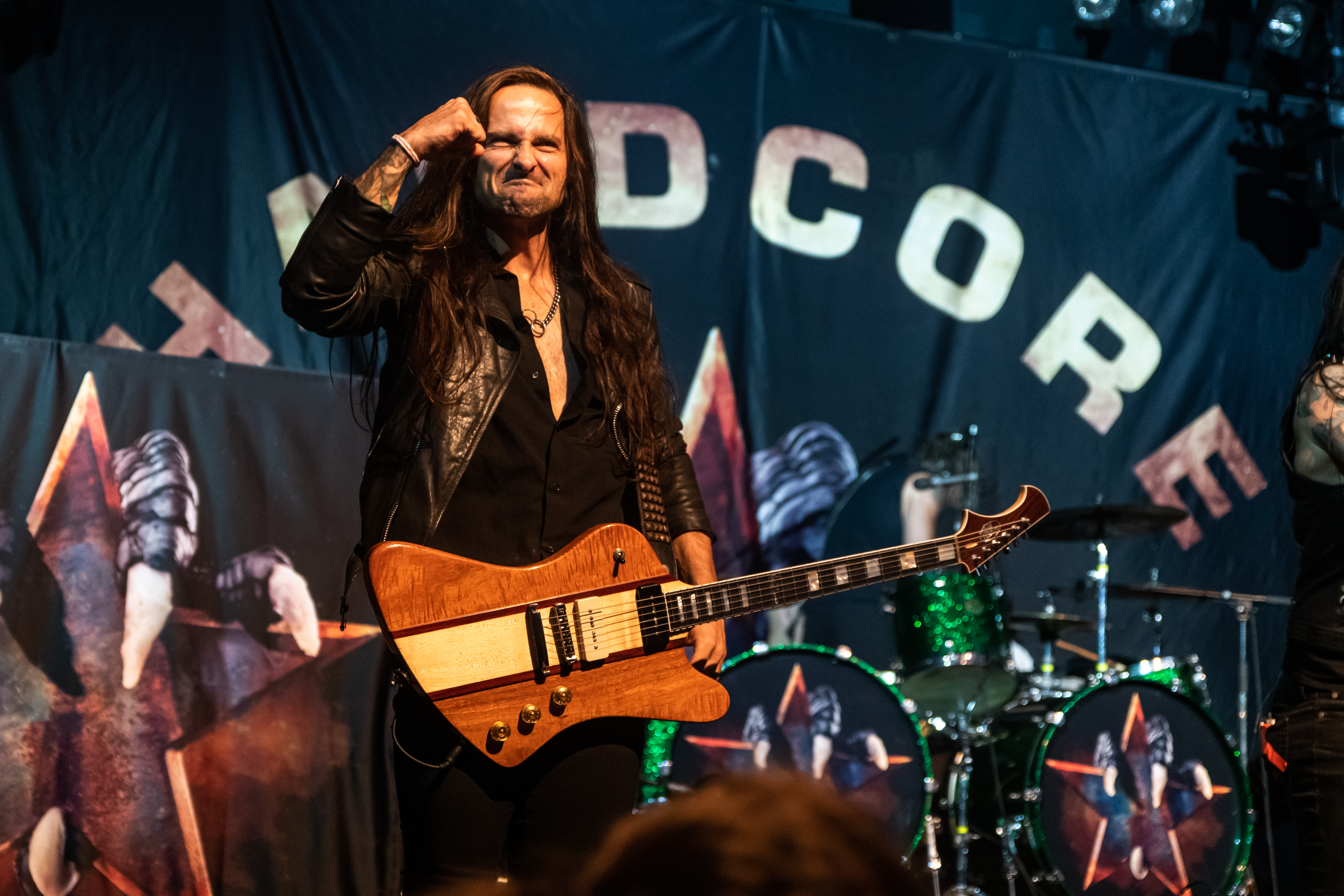
Gitarist van Hardcore Superstar op BOA 2022

## Bandlijst van alle festivals

### 2006
After Forever - Backfire! - Das Ich - Flesh Made Sin - Inhume - No Turning Back - Secrets Of The Moon - Suicide Commando - Textures - The Hangmen

### 2007
- Deze editie van Baroeg Open Air is niet doorgegaan wegens omstandigheden.

### 2008
Asrai - Blood Or Whiskey - Hail of Bullets - Length Of Time - Milkman - Officium Triste - Onslaught - Picture - Reaper - Stealers - The Devil’s Blood - Total Chaos - VNV Nation

### 2009
- Deze editie van Baroeg Open Air is niet doorgegaan wegens omstandigheden.

### 2010
Diary Of Dreams - Entombed - Hard Resistance - Highway Chile - Kinkobra - N3rse - New Era Dojo - Sodom - Taze Bitti - Thanatos - The Wounded - Umbra Et Imago

### 2011

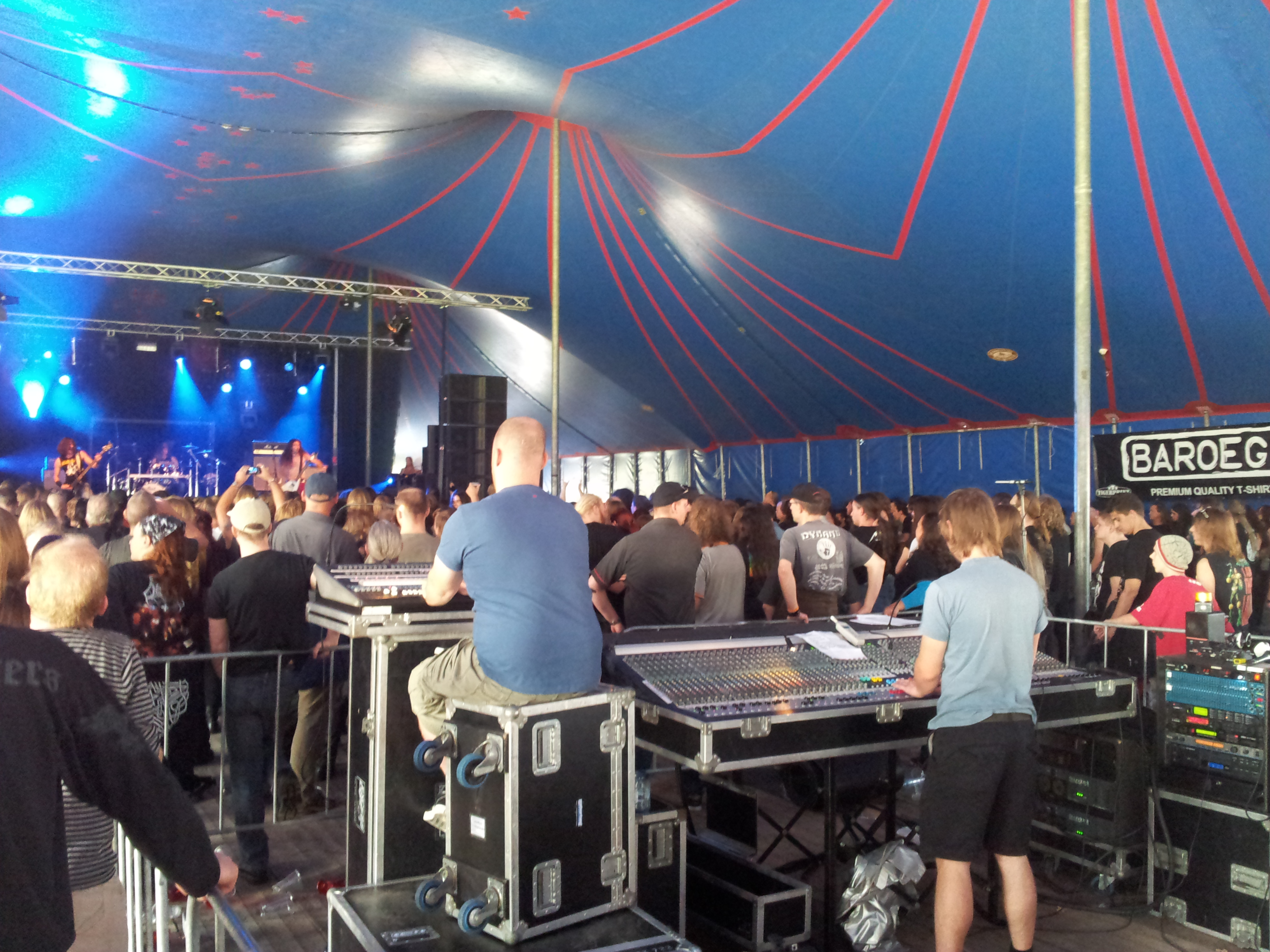
Vanderbuyst op BOA 2011

Born From Pain - Candybar Planet - Korpiklaani - Mark Foggo’s Skasters - Sinister - Skull Fist - The Gathering - Vanderbuyst

### 2012
Combustion - Diatryma - Dieselburner - Do Or Die - Furyon - Honky - Karma To Burn - Kontrust - Liar’s Dice - Melechesh - Peter Pan Speedrock - Twice The Same - Unleashed

### 2013
Angels & Agony - Blues Junkies - Dead Head - Drumcorps - Dynamic Solution - Focus - Hypnoskull - Illdisposed - Modulate - Moonspell - MXRXCL - Radio Moscow - Servantum - Special Steve - The Charm The Fury - The Meteors - The Monolith Deathcult - The Panacea - Torthor

### 2014
Ambassador-21 - Amenra - Black-Bone - Bolt Thrower - Clan Of Xymox - De Raggende Manne - Ecocide - Elle Bandita - FFF - Illusionless - Memmaker - Naam - The DJ Producer - The Hard Way - Thin Pillow - This Morn’ Omina

### 2015
Black Sun Empire - Consumer Junk - Facelifters - Gingerpig - Igorrr - Iszolopscope - Kid Harlequin - Raketkanon - Rats On Rafts - Rise A Thousand - Ryker’s - The Algorithm - Vader - Venom Inc. - Voodoom

### 2016

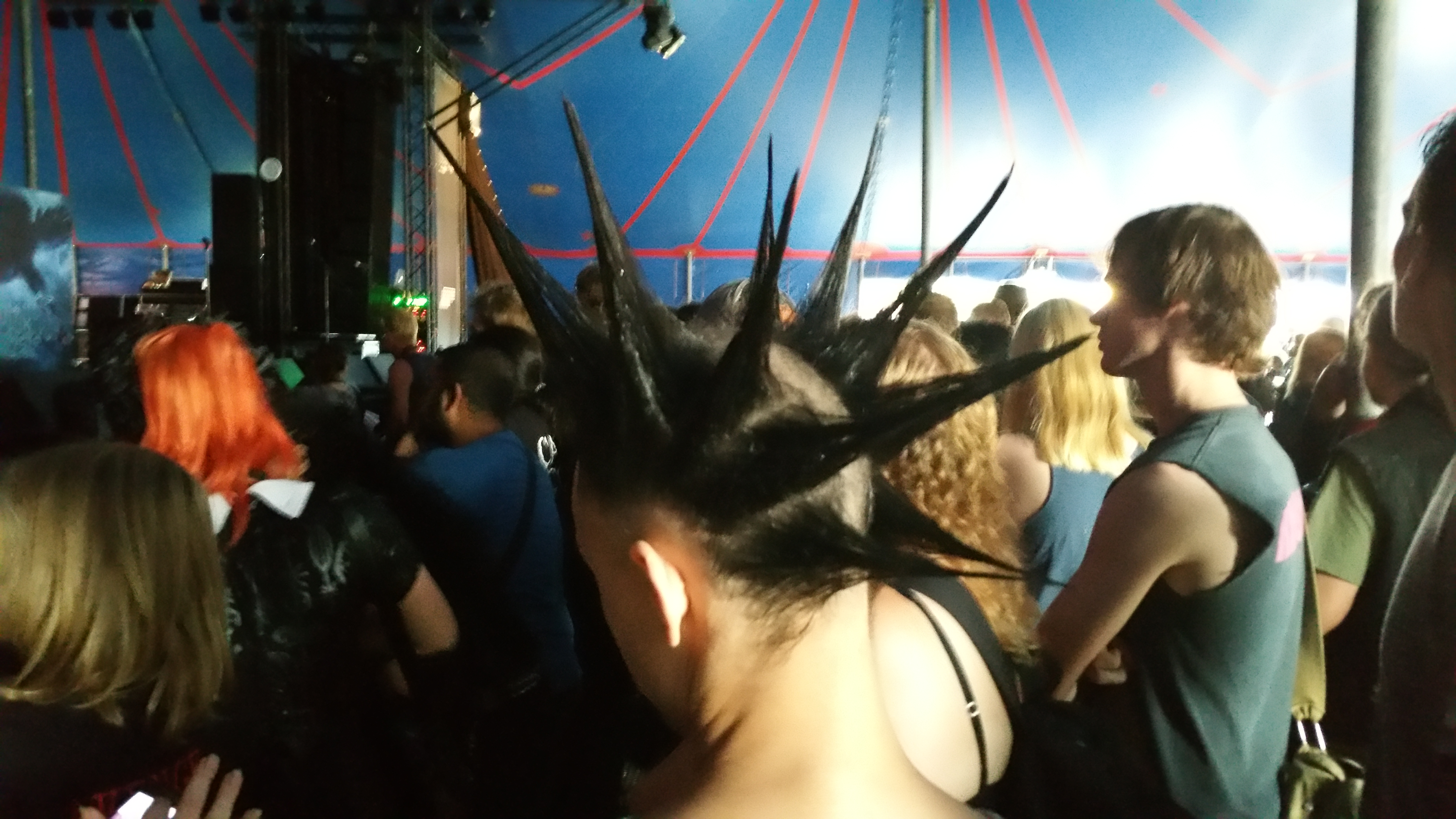
Publiek op BOA 2016

Angel Witch - Arkona - Bodyfarm - Bong-Ra - Caliban - Counterstrike - De Doven - Discharge - Extremities - Hologram_ - Mladafronta - Ontlading - Ophidan - Order Of The Emperor - Rhea - Slangachtig - Spasmodique - Tegenaanval - The Deaf - Zardonic

### 2017
Asphyx - Cenobites - Deformer - Destuction - Dog Eat Dog - Dool - Drunken Dolly - FuntCase - Grendel - Inferum - Metá Metá - Ritualz - The Devil’s 3rd - The Outside Agency - Tokyo Blade - Year Of No Light

### 2018
10 Years - Abdomen - Audio - Covenant - De Likt - Despicable Heroes - Die Nakse Bananen - Fleddy Melculy - Glowsun - God Dethroned - Heidevolk - Helm Op - Knarsetand - KRTM - Rose Tattoo - The Death Cult

### 2019
Agent Fresco - Boskat - Cabaret Nocturne - Dark Tranquillity - Disturbance - Doctor P - Downcast Collusion - Forbidden Wizards - GGGOLDDD (GOLD) - Hallowed Fire - Hatari - J.C. Thomaz & The Missing Slippers - Komatsu - Rott’n - Damned - Samael - Scotch - Terradown - The Prototypes - The Wild Romance - Vive la Fête

### 2020
- Deze editie is niet doorgegaan vanwege de coronamaatregelen.

### 2021
- Deze editie is niet doorgegaan vanwege de coronamaatregelen.

### 2022
Blackbriar - De Kraaien - Deformer - Distant - Freedom Call - Hardcore Superstar - Junglefever - Kalaallit Nunaat - Manu Le Malin - Mayleaf - Menacer - Napalm Death - Nephylim - Neroth - Raderkraft - Schwierige Franz - Shivanki - Stefan ZMK - Sterf - SubRockers - Suicide Commando - Thanatos - The Essence - The Sweet Release Of Death - Thrasher - Venderstrooik - VNV Nation - Zardonic + Fickle6

### 2023
Katatonia - Brutus - Demented Are Go - NanowaR Of Steel - Ploegendienst - Iguana Death Cult - Bark - Infected Mushroom - Russian Village Boys - She Past Away - Pythius - Ultra Sunn - Henge - Smudged - Baardvader - Loyalty Ends Here - Skapiche?!- Buried - Asbest Boys - From The Heart - 
Ivyvox - DJ Scotch Egg - 20 jaar PRSPCT: Thrashmachine (Deathmachine vs Thrasher) & MC Dart - 
Legion - Staatseinde - Divain - Alina Valentina

### 2024
Amazing Disco Freaks - BHPL - Black Sun Empire - Charlotte Wessels - Cobra The Impaler - Combichrist - Dool - Ektomorf - FFF - Go_A - Gutalax - Heavy Hoempa - Ill Niño - Inherited - Ioana Iorgu - Jaya The Cat - Juno Reactor Band - Klakmatrak - La Bande-Son Imaginaire - Mirusi Mergina - Neurocore - No Turning Back - Piouxsie - Plan Nine - Primordial - Reformist - Renegade Bandits - Rue Oberkampf - Sinister Souls - Skroetbalg - Somniac One - Viris & Eye-Riz 

## Referentielijst
1. ↑  Baroeg Open Air · nieuws. partyflock.nl (9 september 2013). Geraadpleegd op 22 december 2022.